# 3975 Verdi
För andra betydelser, se Verdi (olika betydelser).
3975 Verdi eller 1982 UR3 är en asteroid i huvudbältet som upptäcktes den 19 oktober 1982 av den tyske astronomen Freimut Börngen vid Tautenburg-observatoriet. Den har fått sitt namn efter den italienska kompositören Giuseppe Verdi.
Asteroiden har en diameter på ungefär 9 kilometer och den tillhör asteroidgruppen Koronis.